# 佐藤奨真
佐藤 奨真（さとう しょうま、1998年6月2日 - ）は、東京都墨田区出身の社会人野球選手、元プロ野球選手（投手）。左投左打。ロキテクノ富山所属。

## 経歴

### プロ入り前
中川小学校1年生の時に、墨田スターズで野球を始める。小学6年生のときに東京ヤクルトスワローズジュニアに入り、その時のチームメイトに五十幡亮汰や山本賢太がいる。立花中学校時代は墨田ポニーでプレーした。
関東第一高校では、2年秋の都大会よりベンチ入り。3年春の第88回選抜高等学校野球大会ではリリーフ投手として登板する。3年夏は第98回全国高等学校野球選手権大会にエースとして出場。初戦で広島新庄の堀瑞輝と投げ合い、9回1/3を1失点と力投したものの、延長12回に勝ち越されて敗退した。1学年上にはオコエ瑠偉、2学年下には石橋康太がいる。
専修大学経済学部に進学後、硬式野球部に入部。1年生の春から、東都2部リーグの公式戦で登板するも、目立った成績を残すことができなかった。そのため、2年冬にピッチングスタイルを変更すると、3年春には6勝を挙げMVPに輝き、チームも2部リーグ優勝を果たした。東都2部リーグでの通算成績は、14勝7敗、防御率2.15だった。球速の遅さ（後述）もあってか、最終的に調査書が届いたのは千葉ロッテマリーンズからのみだった。
2020年10月26日に行われたドラフト会議では、ロッテから育成4位指名を受け、11月16日に支度金300万円、年俸300万円で契約に合意した（金額は推定）。背番号は129。

### ロッテ時代
2021年は、イースタン・リーグで17試合に登板し、87回1/3を投げて7勝5敗、防御率3.50の成績を残した。シーズン前半は打ち込まれるケースも多く、6月までの成績は7試合の登板で2勝3敗、防御率6.14であったが、「その日の一番いい変化球を見つけて、その球を軸にしていく」という考えにしてからは成績が向上。7月11日の横浜DeNAベイスターズ戦でプロ初完封勝利を挙げ、8月27日の埼玉西武ライオンズ戦では2度目の完封勝利を挙げるなど、7月以降は 10試合の登板で5勝2敗、防御率2.17と安定感が増した。シーズンオフには、現状維持となる年俸300万円（金額は推定）で契約更改した。
2022年は、春季キャンプを二軍で迎えたものの、遠征では一軍に帯同。2月の対外試合では4試合に登板し、6回を3安打無失点と好成績を残すと、オープン戦でも3試合の登板で防御率0.00と結果を残し、3月22日に小沼健太と共に支配下登録された。背番号は64。開幕一軍は逃したが、新型コロナウイルスに感染した小川龍成や、その濃厚接触者の疑いがあった小沼、山口航輝に代わり、「特例2022」の代替選手として3月31日に一軍初昇格。同日の福岡ソフトバンクホークス戦（ZOZOマリンスタジアム）でプロ初登板を果たし、三森大貴からプロ初奪三振を記録するなど、三者凡退に抑えた。しかし、小沼の復帰に伴い、4月3日に登録抹消となった。その後は二軍で先発として登板を重ね、5月14日のオリックス・バファローズ戦（京セラドーム大阪）でプロ初先発登板。同学年の山本由伸と投げ合い、6回2安打1失点（自責点0）と好投するも、敗戦投手となった。その後6月1日の読売ジャイアンツ戦でも、7回2失点と好投するも敗戦。同月12日の横浜DeNAベイスターズ戦でも6回2失点と好投。試合は5-4で勝利し、念願のプロ初勝利を挙げた。
2023年は、2月18日の東北楽天ゴールデンイーグルスとの練習試合で2回7失点と炎上したあとは一軍での登板機会がなくなる。フォームを崩し、二軍でも調子を取り戻せぬまま、開幕から自身8連敗を喫し、7月にはリリーフに起用が見直されていた。先発に戻った8月9日の北海道日本ハムファイターズ戦で二軍の同年初勝利を挙げるも、最終的にイースタン・リーグで24試合の登板し、75回を投げて1勝9敗、防御率4.68の成績だった。シーズン中に一軍に一度も昇格できず、10月3日に戦力外通告を受けた。11月15日、ファイターズ鎌ヶ谷スタジアムにて12球団合同トライアウトに参加。

### ロッテ退団後
2023年12月20日、釣寿生、山川晃司とともに、社会人野球・ロキテクノ富山への入団が発表された。

## 選手としての特徴
持ち球はストレート、カーブ、チェンジアップ、カットボール。ストレートの球速は130km/h台が主と決して速くないが、チェンジアップや100km/h台、時には90km/h台のカーブを用いて、緩急を使ったピッチングを展開する。また、テンポを変えて投げるなど、打者との"間"も大切にしている。持ち球の中でも特にチェンジアップの精度を大切にしており、ルーキイヤーには当時の二軍投手コーチである小野晋吾や大隣憲司らからアドバイスを受け改良を重ねていたが、2023年はチェンジアップだと体が横回転になってしまうといった理由でチェンジアップをあまり使用しなくなり、代わりにフォークの練習に取り組んでいた。目標は、福岡ソフトバンクホークスの和田毅のような、緩急を上手く使ってストレートで空振りが取れるような投球。
大学入学後にストレートの球速を上げようと筋トレなどに励み、最速143km/hまでに達した。しかし、肩や肘に負担がかかり投球フォームも崩れてしまったため、自身の持ち味は"間"であると考え直し、球速を追い求めることは辞めたという。また、佐藤は自分が速いストレートを投げることに対して、「半分諦めている」とも語っている。

## 人物
小学生の頃から千葉ロッテマリーンズのファン。野球教室では、当時ロッテに所属していた渡辺俊介や今江敏晃から実際に教わったことがある。
好きなアーティストはTWICEやNiziUで、試合前には楽曲を聴くことをルーティーンにしている。
ロッテ時代、同姓のチームメイトである佐藤都志也のユニフォームの背ネームが「SATOH」であるのに対して、佐藤奨真の背ネームは「SATO」であった。

## 詳細情報

### 年度別投手成績
| 年 度     | 球 団     | 登 板 | 先 発 | 完 投 | 完 封 | 無 四 球 | 勝 利 | 敗 戦 | セ 丨 ブ | ホ 丨 ル ド | 勝 率 | 打 者 | 投 球 回 | 被 安 打 | 被 本 塁 打 | 与 四 球 | 敬 遠 | 与 死 球 | 奪 三 振 | 暴 投 | ボ 丨 ク | 失 点 | 自 責 点 | 防 御 率 | W H I P |
| --------- | --------- | ----- | ----- | ----- | ----- | -------- | ----- | ----- | -------- | ----------- | ----- | ----- | -------- | -------- | ----------- | -------- | ----- | -------- | -------- | ----- | -------- | ----- | -------- | -------- | ------- |
| 2022      | ロッテ    | 11    | 9     | 0     | 0     | 0        | 2     | 6     | 0        | 0           | .250  | 214   | 52.1     | 48       | 4           | 16       | 0     | 1        | 28       | 1     | 0        | 28    | 27       | 4.64     | 1.22    |
| 通算：1年 | 通算：1年 | 11    | 9     | 0     | 0     | 0        | 2     | 6     | 0        | 0           | .250  | 214   | 52.1     | 48       | 4           | 16       | 0     | 1        | 28       | 1     | 0        | 28    | 27       | 4.64     | 1.22    |

- 2023年度シーズン終了時

### 年度別守備成績
| 年 度 | 球 団  | 投手  | 投手  | 投手  | 投手  | 投手  | 投手     |
| 年 度 | 球 団  | 試 合 | 刺 殺 | 補 殺 | 失 策 | 併 殺 | 守 備 率 |
| ----- | ------ | ----- | ----- | ----- | ----- | ----- | -------- |
| 2022  | ロッテ | 11    | 5     | 9     | 0     | 0     | 1.000    |
| 通算  | 通算   | 11    | 5     | 9     | 0     | 0     | 1.000    |

- 2023年度シーズン終了時

### 記録
初記録
投手記録
- 初登板：2022年3月31日、対福岡ソフトバンクホークス3回戦（ZOZOマリンスタジアム）、9回表に5番手で救援登板・完了、1回無失点[13]
- 初奪三振：同上、9回表に三森大貴から空振り三振[13]
- 初先発登板：2022年5月14日、対オリックス・バファローズ8回戦（京セラドーム大阪）、6回2安打1失点（自責0）で敗戦投手[16]
- 初勝利・初先発勝利：2022年6月12日、対横浜DeNAベイスターズ3回戦（ZOZOマリンスタジアム）、6回2失点

打撃記録
- 初打席：2022年6月4日、対読売ジャイアンツ2回戦（東京ドーム）、3回表にC.C.メルセデスから見逃し三振

### 背番号
- 129（2021年 - 2022年3月21日）
- 64（2022年3月22日 - 2023年）

### 登場曲
- 「FANCY」TWICE（2022年 - 2023年）